# Yosri Fouda
 (juin 2016).
Si vous disposez d'ouvrages ou d'articles de référence ou si vous connaissez des sites web de qualité traitant du thème abordé ici, merci de compléter l'article en donnant les références utiles à sa vérifiabilité et en les liant à la section « Notes et références ».
Yosri Fouda, né dans le gouvernorat de Gharbeya en 1964, est un journaliste britannico-égyptien. 